# Sextus Julius Africanus
Sextus Julius Africanus, född omkring 160–170, död efter 240, var en tidig kristen historiker vars största verk var Kronologin (klassisk grekiska: Χpοvοyραφίαι), en krönika över världens historia från skapelsen till år 221 e.Kr. De fem volymerna existerar inte längre men omfattande utdrag ur dem återfinns i Eusebios av Caesareas verk Chronicon.